# Takayoshi Ōmura
Takayoshi Ōmura (jap. 大村孝佳 Ōmura Takayoshi; ur. 26 grudnia 1983 w Osace) – japoński muzyk i kompozytor, instrumentalista. Artysta solowy, zadebiutował w 2004 roku minialbumem Nowhere To Go. W 2005 roku utworzył zespół Cross Hard. Od 2010 roku jest członkiem zespołu Liv Moon. Muzyk jest także członkiem zespołu amerykańskiego wirtuoza gitary Marty'ego Friedmana, a także koncertowej formacji towarzyszącej żeńskiemu tercetowi Babymetal.
Takayoshi Ōmura jest endorserem instrumentów firmy ESP.

## Wybrana dyskografia
- Emotions in Motion (2007, Tricycle Entertainment)[7]
- Devils in the Dark (2013, Keasler Japan Limited)[8]